# Bistrispinaria frigida
Bistrispinaria frigida är en tvåvingeart som först beskrevs av Erich Martin Hering 1942.  Bistrispinaria frigida ingår i släktet Bistrispinaria och familjen borrflugor.
Artens utbredningsområde är Kamerun. Inga underarter finns listade.